# Tebriz
Tebriz (perzsául: تبریز [Tabriz], azeriül: Təbriz) a legnagyobb város Irán északnyugati részében, Kelet-Azerbajdzsán tartomány székhelye.

## Fekvése
A Kaszpi-tenger déli részétől keletre, a Szahand vulkáni kúpjától északra, az Ejnali hegytől délre helyezkedik el, a Komur (Mehran) és az Adzsi folyók találkozásánál.
Mintegy 1370 méter magasan fekszik, de egy völgyben, három oldalról hegyekkel közrefogva, földrengészónában.

## Népessége
Népessége a 2007-es népszámlálás szerint mintegy 1,6 millió, ezzel Irán negyedik legnagyobb városa (Teherán, Meshed és Iszfahán után). A lakosság többségét azeriek alkotják.

## Története
Már a 7–8. században lakott helynek írták le.
Marco Polo 1298-ban emlékirataiban Tebriz nevét Taurisz néven "nagy és nemes város"-nak írta le, melyet "elbűvölő kertek öveznek, és vizük is bőségesen van".
A 13. században a mongol hódítók székhelye volt és jelentős kulturális központ.
A 14. században Timur Lenk hódította és tartományi székhelyévé tette.
A 15. század elején türkmén uralom alá került, ekkor újra főváros lett.
1514-ben a törökök törtek a városra, s Isztambulba hurcolták tudósait, művészeit és kézműveseit is.
Két évszázad múlva Abbasz Sah Tebrizt Perzsiához csatolta. Tebrizért sokáig heves politikai és katonai harcok dúltak, melyekbe időközben az oroszok is bekapcsolódtak és csak 1918-ban vonultak vissza. Azóta végleg Iránhoz tartozik, bár közben a második világháború alatt a szovjet csapatok az utánpótlási vonalak védelme miatt megszállták a várost. 1946-ban kivonulásuk után Azerbajdzsán tartomány lakói kikiáltották a népi köztársaságot. A sah csapatai ekkor egészen az Araksz folyóig nyomultak előre és véresen leszámoltak a szeparatista erőkkel.
Tebriz műemlék épületeit az itt folyó harcok erősen megritkították. A város ma nagy ipari és közlekedési központ, kedves kisvárosias hangulattal.

## Nevezetességek
- Kék mecset (Masdzsid-Kabud) – 1465-ben épült, de később a hódítók és a földrengések sokat romboltak rajta. 1967–1968-ban restaurálták és eredeti formájában helyreállították. Nevét díszes kék csempével borított főkapujáról kapta.
- Vár (Ark)  Helyén a 14. században még mecset emelkedett, melyet földrengés pusztított el. Ennek romjaira épült rá a 42 méter magasságú falakkal övezett erős vár, ma már csak tornyainak maradványai láthatók.
- Péntek-mecset – a bazár területén áll. Többször átépítették.

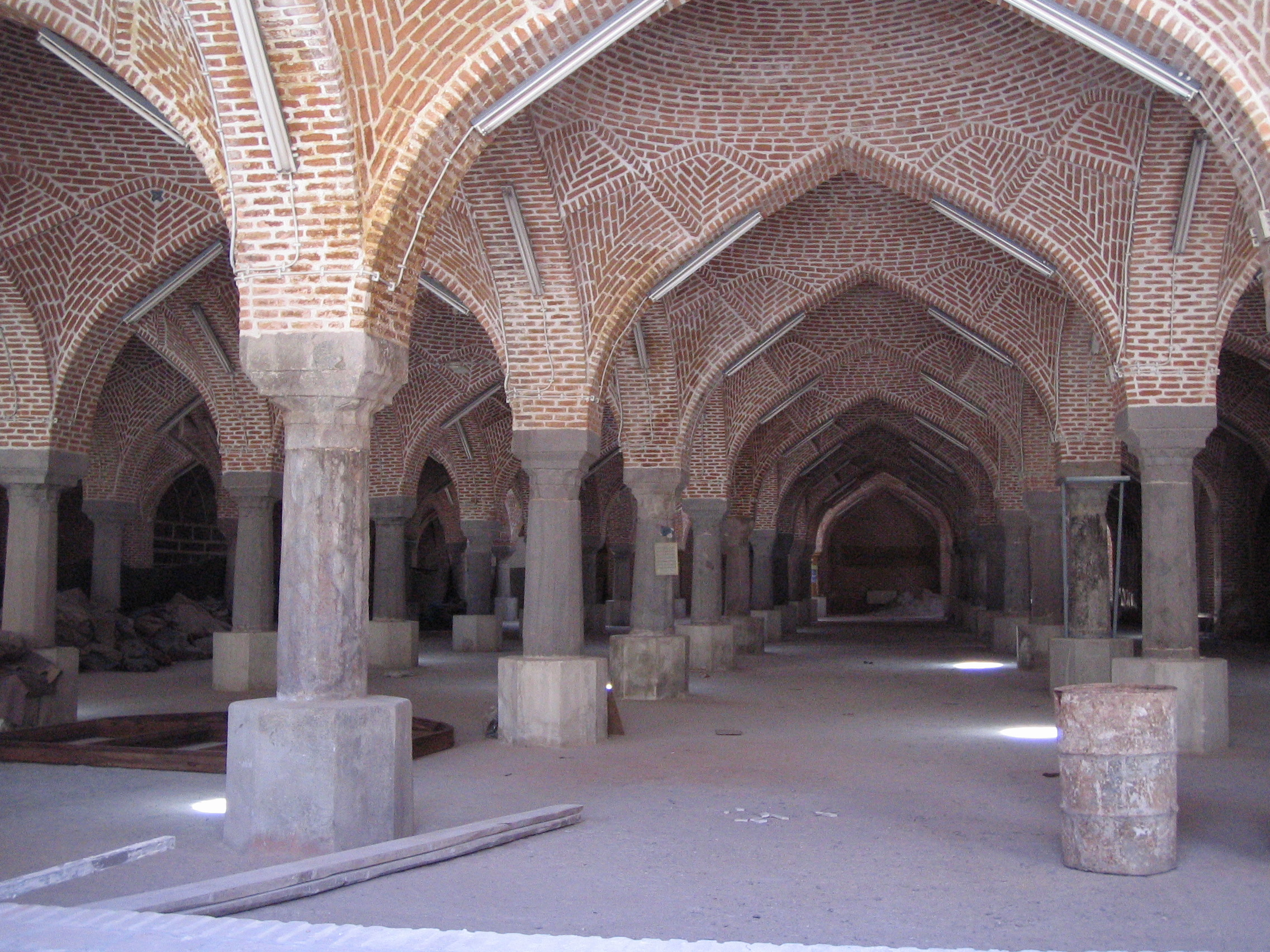
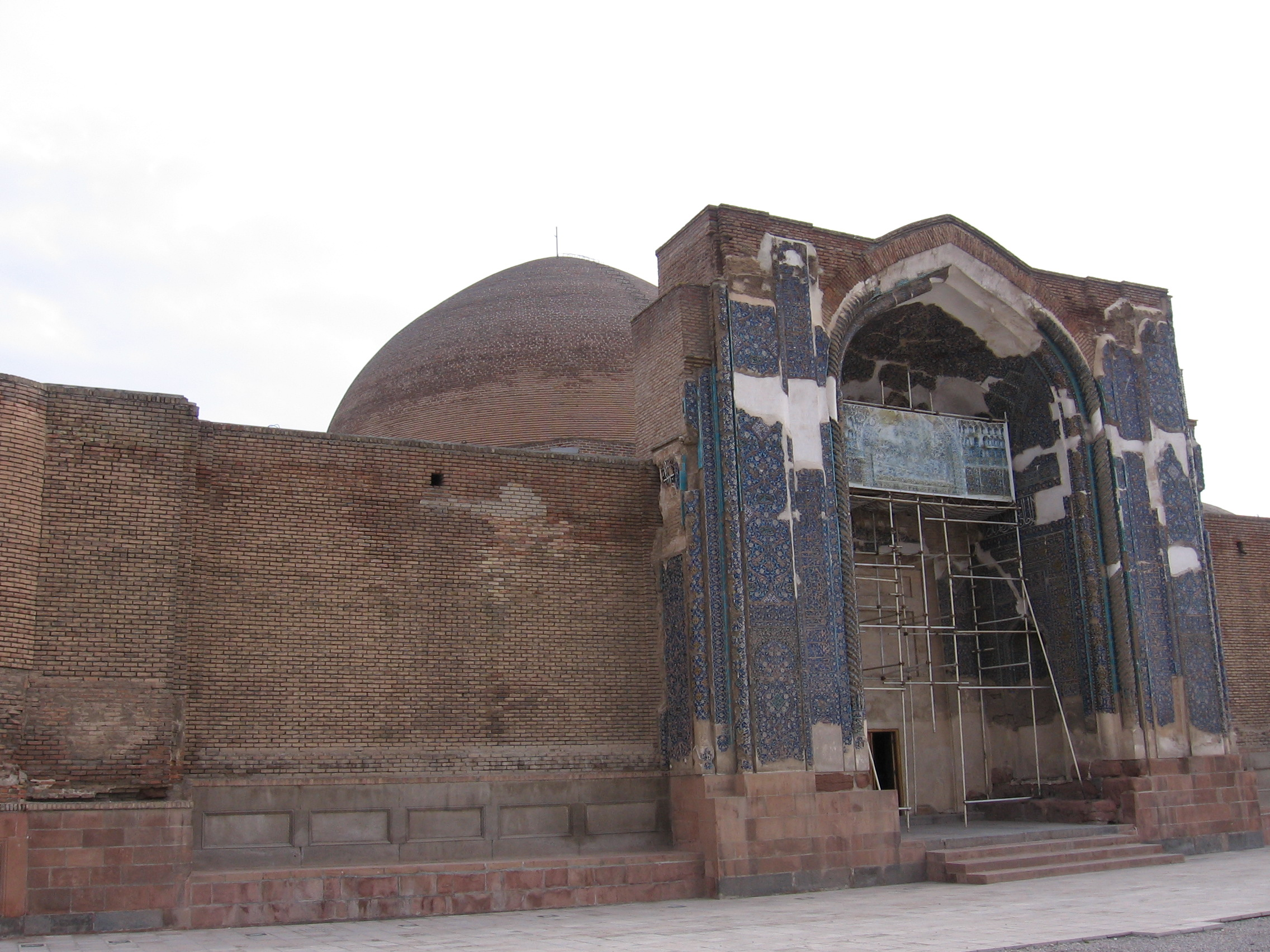
A Kék mecset
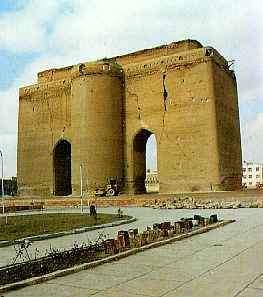
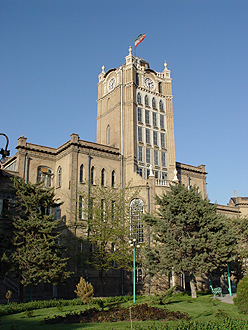
A tebrizi városháza, amelyet 1934-ben Arfa'ol molk épített, német mérnökök segítségével

## Fordítás
- Ez a szócikk részben vagy egészben  a   Tabriz című angol Wikipédia-szócikk ezen változatának fordításán alapul.  Az eredeti cikk szerkesztőit annak laptörténete sorolja fel. Ez a jelzés csupán a megfogalmazás eredetét és a szerzői jogokat jelzi, nem szolgál a cikkben szereplő információk forrásmegjelöléseként.